# Dara Park
Sandara Park (tiếng Hàn: 박산다라; sinh ngày 12 tháng 11 năm 1984), còn có nghệ danh là Dara (Hangul: 다라; Phát âm: /dɑːrə/ DAH-rə), là một nữ ca sĩ, diễn viên và người dẫn chương trình truyền hình. Cô bắt đầu nổi tiếng ở Philippines với tư cách là một thí sinh trong chương trình tài năng Star Circle Quest vào năm 2004, sau đó cô đã có một sự nghiệp diễn xuất và ca hát thành công trước khi trở về Hàn Quốc vào năm 2007. Cô ra mắt tại Hàn Quốc vào năm 2009 với tư cách là thành viên của nhóm nhạc nữ K-pop 2NE1, nhóm đã trở thành một trong những nhóm nhạc nữ bán chạy nhất mọi thời đại trước khi tan rã vào năm 2016.
Dara là một trong những người nổi tiếng Hàn Quốc nổi tiếng nhất ở Philippines, nơi cô được người hâm mộ gọi là Pambansang Krung-Krung (Tính cách điên rồ quốc gia). Cô được coi là một nhân vật có tầm ảnh hưởng trong Làn sóng Hàn Quốc và được gọi là "BoA của Philippines", liên quan đến nữ ca sĩ Hàn Quốc BoA, người cũng đã đạt được nhiều thành công ở nước ngoài.
Vào năm 2004, Dara phát hành mini album đầu tiên của cô, Sandara, bán được hơn 100,000 bản, trở thành album duy nhất của một nghệ sĩ Hàn Quốc được trao chứng nhận đĩa Bạch kim bởi Hiệp hội Công nghiệp Kỷ lục Philippines. Cô đã tham gia diễn xuất trong một số bộ phim của Philippines từ năm 2004 đến năm 2007, bao gồm Bcuz of U, bộ phim mà cô đã giành được giải thưởng Nữ diễn viên mới xuất sắc nhất tạiPMPC Star Award for Movies lần thứ 21.
Vào năm 2009, Dara ra mắt với tư cách là thành viên của 2NE1 với đĩa đơn "Fire", ngay lập tức đưa nhóm trở nên nổi tiếng. Cô cũng phát hành đĩa đơn tiếng Hàn đầu tiên của mình, "Kiss", kết hợp với thành viên CL của 2NE1, vào năm 2009. Sự gián đoạn của nhóm bắt đầu từ năm 2015 đã dẫn đến việc Dara tập trung vào sự nghiệp truyền hình của mình, khi đồng dẫn chương trình Two Yoo Project Sugar Man của Hàn Quốc, và xuất hiện với tư cách là giám khảo trong chương trình tìm kiếm tài năng Pinoy Boyband Superstar của Philippines. Cô cũng tham gia diễn xuất trong một số phim truyền hình trên mạng, bao gồm Dr. Ian (2016), cô đã giành giải Nữ diễn viên chính xuất sắc nhất tại liên hoan web Hàn Quốc.
Sau khi 2NE1 tan rã vào cuối năm 2016, Dara đã gia hạn hợp đồng với YG Entertainment.

## Tiểu sử
Sandara Park sinh ngày 12 tháng 11 năm 1984 tại Busan, Hàn Quốc. Cái tên có ba âm tiết khác thường của cô có nghĩa là "khôn ngoan và thông minh" và được đặt theo biệt danh thời thơ ấu của vị tướng thế kỷ thứ 7, Gim Yu-sin. Cô có một người em trai tên là Thunder, cựu thành viên của nhóm nhạc nam K-pop MBLAQ, và một người em gái tên là Durami.
Ngoài tiếng Hàn, cô còn thông thạo tiếng Anh và tiếng Tagalog và tiếng Nhật.
Gia đình cô chuyển đến Daegu vào năm 1993. Tuy nhiên, cha của Dara không thể kiếm sống qua ngày và gia đình đã chuyển đến Philippines với hy vọng xây dựng lại sự nghiệp của ông vào năm 1994. Theo Dara, ban đầu cô cảm thấy cô đơn ở Philippines vì không thông thạo tiếng Philippines, ngôn ngữ quốc gia và phát âm ngôn ngữ này không tốt. Sau đó, cô cho biết cô đã làm việc chăm chỉ để sửa cách phát âm của mình với hy vọng một ngày nào đó sẽ trở thành người nổi tiếng, đó là ước mơ mà cô đã ấp ủ kể từ khi nghe các bài hát của nhóm nhạc K-pop Seo Taiji and Boys vào năm 1992.

## Sự nghiệp

### Diễn xuất
Dara đóng vai chính trong bộ phim đầu tiên Bcuz Of U (2004). Cô đã tham gia cùng Hello Angeles, Kristine Hermosa và Heart Evangelista. Dara và Angeles ra mắt bộ phim solo đầu tiên của họ, Can This Be Love (2005) đã thu về gần 100 triệu pesos. Và cô được đề cử cho "Hiệu suất tốt nhất bởi một nữ diễn viên trong vai trò lãnh đạo (Musical Or Comedy)" vào năm 2005 tại Golden Soreen Awards.
Bộ phim thứ ba của Dara là D' Lucky Ones (2006), trong đó Dara đã sánh vai cùng co-SCQ. Cũng trong năm đó, bộ phim thứ 4 và là bộ phim cuối cùng của cô Super Noypi được thể hiện trong Giáng sinh năm 2006 và là một nhập cảnh chính thức của liên hoan Phim lần thứ 32.
Sau thành công của Dara ở Philippines, cô vào vai chính trong phim truyền hình Krystala, một loạt hình ảnh với Judy Ann Santos. Dara cũng đóng trong loạt phim khác nhau như Crazy For You (2006) và Abt Ur Luv (2006) và phim truyền hình đặc biệt SCQ Reload: Ok Ako! (2004).
Dara cũng khá thân thiết và từng đóng phim cùng một số nghệ sĩ Philippines, đặc biệt là nữ diễn viên Kathryn Bernardo (được khán giả Việt Nam biết đến qua vai diễn Mara, Chichay). Mới đây cô còn đăng tải hình ảnh mà cô tham gia buổi ra mắt phim của Kathryn cũng như thể hiện sự ủng hộ của mình bằng việc thưởng thức bộ phim này.

### Chuyển sang ca hát và vào YG
Trước khi ra mắt, cô đã góp mặt trong bộ phim truyền hình The Retum Of Lljimae trong vai Rie và cô cô góp mặt trong vai nữ chính của Gummy's cùng với T.O.P. Tháng 8 năm 2009, Dara được giới thiệu và hát song ca cùng G-Dragon trong album solo đầu tiên của anh "Heart Breaker", ca khúc mang tên "Hello". Họ cùng nhau biểu diễn một vài lần vào các sự kiện âm nhạc. Và cũng trong solo concert 2 ngày mang tên G-Dragon Shine A Light vào tháng 12 năm 2009. Tháng 9 năm 2017, Dara cùng G-Dragon tái hợp trên sân khấu sau 8 năm khi cô được mời làm khách mời cho M.o.t.t.e concert của G-Dragon tại Manila, Phillippines và Kualalumpur, Malaysia.
Ngày 7 tháng 9 năm 2009, cô là người đầu tiên trong số các thành viên của 2NE1 phát hành đĩa đơn bản kỹ thuật số với tiêu đề "Kiss".
Tháng 7 năm 2010, Dara được chọn làm vai nữ chính trong MV "I Need A Girl" của Tae Yang. Hai phiên bản đã được thực hiện cho các video âm nhạc.

## Hình ảnh công chúng và di sản
Sandara Park được cho là một trong những nhân vật hàng đầu trong Làn sóng Hallyu. Cô được người hâm mộ Hàn Quốc mệnh danh là "BoA của Philippines" do thành công tương tự giữa hai người, vì BoA là nghệ sĩ Hàn Quốc đầu tiên có nhiều đột phá tại thị trường Nhật Bản. Cô giữ danh hiệu quốc gia "Pambansang Krung Krung ng Pilipinas" (Nhân vật độc nhất vô nhị hoặc quốc gia của Philippines) do người hâm mộ Philippines tặng cho cô, và sự nổi tiếng của cô ấy trong khu vực được ví như danh hài Yoo Jae-suk ở Hàn Quốc.

### Khuôn mặt
Trong văn hóa đại chúng, Sandara là biểu tượng của "khuôn mặt trẻ thơ" giữa những người nổi tiếng và công chúng, đó là một cá nhân có vẻ ngoài trẻ hơn tuổi thật của họ. Mặc dù sinh ra vào đầu những năm 80, Sandara được biết đến là người dẫn đầu và đánh bại các đối thủ khác trong các cuộc khảo sát, thường có khoảng cách tuổi tác khá lớn, do đó cô tự nhận mình là "ma cà rồng" vì làn da và vẻ ngoài trẻ trung của mình. Cô được chú ý với tỷ lệ khuôn mặt lý tưởng, được các bác sĩ phẫu thuật thẩm mỹ gọi là "tỷ lệ vàng". Quan tâm đến chất lượng làn da của mình, cô được mô tả là một lựa chọn phổ biến cho cả nhà quảng cáo và người tiêu dùng, những người sẽ bị thu hút bởi khuôn mặt trong trẻo và dường như không có lỗ chân lông của cô. Vào năm 2012, cô được công bố là một trong những phụ nữ đẹp nhất trong thời đại của mình (những năm 1980).

### Thời trang
Dara có một số phong cách mang tính biểu tượng và đáng nhớ nhất trong ngành công nghiệp Hàn Quốc, từ kiểu trang điểm mắt đuôi mày đặc trưng, đến kiểu tóc và quần áo táo bạo của cô. Được coi là người tiên phong cho các xu hướng độc đáo, lần đầu tiên xuất hiện trong "Lollipop", kiểu tóc "cây cọ" của cô đã trở thành phong cách nổi tiếng và được sao chép rộng rãi nhất vào năm 2009 và vẫn là một biểu tượng trong K-pop. Đặc biệt, diện mạo năm 2012 của cô, kiểu tóc cạo một bên đầu cho đĩa đơn "I Love You", đã thu hút sự chú ý lớn của giới truyền thông và ban đầu nhận được phản ứng trái chiều, nhưng vẫn được khen ngợi vì yếu tố gây sốc và phong cách trái ngược với cái "nhìn" của các nhóm nhạc nữ điển hình. Phong cách này được coi là bước chuyển mình đáng chú ý nhất của cô.

## Bản hợp đồng với YG
Sandara đã mất 6 tháng gián đoạn khi sự nghiệp đang ở đỉnh cao để quay về Hàn Quốc học đại học và học tập thêm. Sự gián đoạn 6 tháng này đã dập tắt hào quang và sự nổi tiếng của cô. Khi cô quay trở lại Philippines chỉ nhận được sự lạnh nhạt của khán giả. Mặc dù việc gián đoạn là để đi học nhưng đã quá muộn vì hết hạn đăng ký và thay vào đó cô đã tập trung vào việc được đào tạo ở YG, YG đã chọn Sandara làm trainee khi thấy cô xuất hiện trên phim tài liệu của KBS và thấy được tiềm năng của cô. Sau khi sự nổi tiếng không còn nữa tại Philipines thì cô cũng không còn 1 dự án nào. Sandara đã quay về Hàn Quốc với gia đình của cô ấy. Ngày hôm sau, vào ngày 2/8/2007, bản hợp đồng chính thức của cô với YG đã được ký, cô chính thức tham gia vào gia đình YG. Họ gọi cô ấy là BoA của Philippines.

## Quảng cáo
- Rejoice "Walang Sabit" CF
- Splash Maxipeel CF
- Tekki Asian Classics CF
- Cass Beer CF Kiss Lee Min Ho
- Etude CF
- Nikon CF
- Clio CF

## Vở kịch
| Năm  | Kịch                  |
| ---- | --------------------- |
| 2004 | Sandara               |
| 2004 | Sandara: Walang Sabit |
| 2006 | Sandara: Ang Ganda Ko |

## Album/Đĩa đơn
- In Or Out
- Sandara SCQ Fab 5
- Ragnarok OST (Tagalog) [12]
- WE ARE THE STARS
- Ragnarok The Animation Theme Song
- WE ARE THE STARS
- Ragnarok The Animation Theme Song (MTV)
- Rejoice "Walang Sabit"(Repackaged)In or Out
- Mapasagot Mo Kaya
- Smile In Your Heart
- Sabi Ko Na Nga Ba
- Dear Heart
- Walang Sabit
- Walang Sabit (Minus One)
- (Ang Ganda Ko) In or Out
- Mapasagot Mo Kaya
- Smile In Your Heart
- Sabi Ko Na Nga Ba
- Dear Heart
- Ang Ganda Ko
- (Bonus Track, Theme Song Of "D' Lucky Ones")
- 2009 Kiss (ft CL) (To Anyone)

## Hợp tác
- 2008 diễn xuất trong MV "I'm Sorry" của Gummy với T.O.P.
- 2009 song ca bài "Hello" với G-Dragon trong Album "Heartbreaker".
- 2010 diễn xuất trong MV "I Need A Girl" cùng với Tae Yang.

## Phim
| Năm  | Phim             |
| ---- | ---------------- |
| 2004 | Volta            |
| 2004 | Bcuz Of U        |
| 2005 | Can This Be Love |
| 2006 | D' Lucky Ones    |
| 2006 | Super Noypi      |
| 2009 | Girlfriends      |
| 2015 | We Broke Up      |
| 2016 | Echo             |

## Phim truyền hình
| Năm  | Phim truyền hình            |
| ---- | --------------------------- |
| 2004 | Krystala                    |
|      | SCQ Reload: Ok Ako!         |
|      | Maalaala Mo Kaya: Scrapbook |
| 2006 | You Song: Everything You Do |
|      | Komiks Dresents: Machete    |
|      | Crazy For You               |
| 2007 | Palawang Tisoy              |
| 2009 | The Return Of Lljimae       |
|      | Style                       |
| 2014 | My Love From The Star       |
|      | What's Eating Steven Yeun?  |
| 2015 | Dr. Lan                     |
|      | We Broke Up                 |
|      | The Producers               |